# Фиџи на Зимским олимпијским играма 1994.
Фиџију је ово било друго учешће на Зимским олимпијским играма. На Олимпијским играма 1994. у Лилехамеру у Норнешкој Фиџи је учествовао са једним скијашем, који се такмичио у скијашком трчању.
На свечаном отварању заставу Фиџија носио је једини такмичар Rusiate Rogoyawa.
Олимпијски тим Фиџија је остао у групи екипа које нису освајале медаље на Зимским олимпијским играма.

## Учесници по спортовима
| Спорт           | Мушкарци | Жене | Укупно |
| --------------- | -------- | ---- | ------ |
| Скијашко трчање | 1        | 0    | 1      |
| Укупно(1)       | 1        | 0    | 1      |

## Скијашко трчање

### Мушкарци
| Такмичар         | Дисциплина     | Финале  | Финале    | Финале      |
| Такмичар         | Дисциплина     | Време   | Заостатак | Место/учес. |
| ---------------- | -------------- | ------- | --------- | ----------- |
| Rusiate Rogoyawa | 10 км слободно | 38:30,7 | 14:10,6   | 88 / 88     |